# Europa - L'ultima battaglia
Europa - L'ultima battaglia (Europa: The Last Battle) è un film di propaganda revisionista appartenente al movimento neonazista svedese "Movimento di resistenza nordica" pubblicato nel 2017. Composto da dieci episodi, dalla durata totale di 12 ore e 26 minuti, la serie è stata realizzata da un autore anonimo che si firma con lo pseudonimo Tobias Bratt. Diffusa principalmente attraverso piattaforme alternative e social media, si propone di offrire una “contro-narrazione” degli eventi storici del XX secolo, con particolare attenzione alla Seconda guerra mondiale e al nazionalsocialismo in Germania.

## Contenuti
La serie propone una visione fortemente revisionista della storia europea del XX secolo. Secondo l'autore, eventi come la Prima e la Seconda guerra mondiale, la rivoluzione bolscevica e la creazione dello Stato di Israele sarebbero il risultato di un presunto complotto giudaico internazionale ai danni delle nazioni europee.
Tra i temi principali affrontati nei dieci episodi figurano:
- la tesi secondo cui la Germania nazista non sarebbe stata l’aggressore principale della Seconda guerra mondiale;
- la tesi che sostiene che gli ebrei abbiano causato deliberatamente entrambe le guerre mondiali e che siano stati la causa della perdita della Germania nella prima guerra mondiale;
- la reinterpretazione dell’Olocausto, spesso minimizzato o messo in dubbio;
- la denuncia di un presunto controllo ebraico sui mezzi di comunicazione, sul sistema bancario e sulle istituzioni internazionali;
- la condanna del liberalismo, del marxismo e della democrazia parlamentare come strumenti di decadenza culturale europea.[3]

Un altro aspetto fondamentale del documentario è la visione secondo cui Adolf Hitler stesse combattendo contro il Sionismo mondiale, che mirava alla creazione dello Stato di Israele.
I contenuti sono accompagnati da immagini d’archivio, estratti di documentari e registrazioni audio manipolate per rafforzare le tesi proposte. Le fonti utilizzate non sono accademiche, e numerosi storici ne hanno criticato la selettività e la distorsione intenzionale.